# Hindenburghöhe
Die Hindenburghöhe (2315 m ü. A.) ist die südlichste Spitze eines kurzen Gebirgszuges der Ankogelgruppe. Sie liegt direkt nördlich von Mallnitz und ist einer der Hausberge des Ortes. Kurz nördlich der Hindenburghöhe befindet sich mit der Liesgelespitz (2408 m ü. A.) die höchste Erhebung des Nebenkamms, die aber von Mallnitz aus durch die Hindenburghöhe verdeckt ist.

## Geschichte
Der ursprüngliche Name der Hindenburghöhe war Liskelesspitze.
1915 beantragte die Sektion Hannover des Deutschen und Österreichischen Alpenvereins (DuÖAV) bei der Gemeinde Mallnitz die Liskelesspitze in Würdigung Paul von Hindenburgs in Hindenburghöhe umzubenennen. Mit der Zustimmung des Mallnitzer Gemeinderates wurde die Umbenennung beschlossen. Auf einem Vorgipfel wurde 1923 ein Steinmonument errichtet, an dem zwei Jahre später eine noch heute vorhandene Gedenktafel für Hindenburg montiert wurde. Der Text der Gedenktafel lautet:
| HINDENBURGHÖHE Dem grossen siegreichen Heerführer zu Ehren benannt im Jahre 1915 von der Gemeinde Mallnitz und von den Sektionen des D.Ö.A.V. Celle. Detmold. Duisburg. Giessen. Gmünd. Goslar. Göttingen. Hagen. Hannover Mallnitz Minden i/W. Möllntal. Osnabrück. Rudolstadt. Landesverband für Fremdenverkehr in Kärnten |

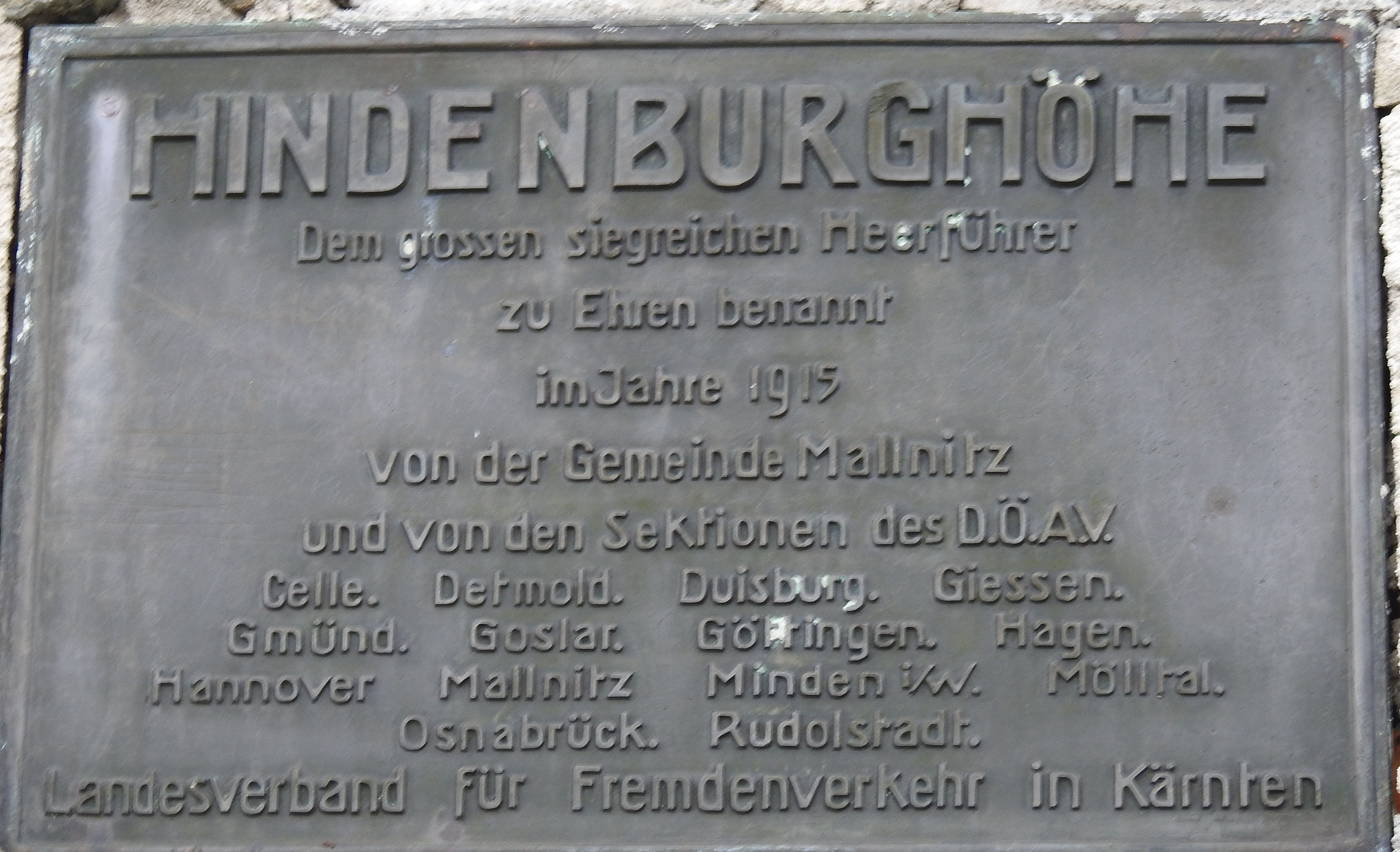
Gedenktafel am Monument der Hindenburghöhe

Bei einer Kranzniederlegung von Mitgliedern der Sektion Duisburg des DuÖAV im Jahr 1926 legten diese gemeinsam mit Vertretern Kärntens hier „ein Gelöbnis für das gemeinsame große deutsche Vaterland“ ab. Ganz in diesem Sinne schrieb Leopold Lackner nach der Machtergreifung der Nationalsozialisten in Deutschland in einer Festschrift der Alpenvereinssektion Hannover dann im Jahr 1935: „Die Hindenburghöhe möge in Hinkunft ein Wahrzeichen deutscher Kraft und Unnachgiebigkeit, ein Wallfahrtsort deutscher Bergwanderer werden, ein Denkmal des innigen Bündnisses zwischen Deutschland und Österreich. Es mögen alle Bergwanderer, die zur Hindenburghöhe steigen, droben beim Denkmale im Sinne des großen Toten von Tannenberg das stille Gelöbnis ablegen, mitzuwirken an der Einigkeit des deutschen Volkes.“
Die Hindenburghöhe und der Umgang mit ihr ist ein Zeugnis für die frühe nationalistische Ausrichtung der Alpenvereine, die sich deutlich vor der nationalsozialistischen Machtergreifung in Deutschland 1933 und des Anschlusses Österreichs 1938 für eine Eingliederung Österreichs in das Deutsche Reich einsetzten.
Heute wird nur noch die Vorspitze als Hindenburghöhe bezeichnet und die höchste Erhebung des Bergkamms trägt den historischen Namen, jetzt in der Schreibweise Liesgelespitz.

## Tourismus
Der Aufstieg zur Hindenburghöhe erfolgt im Regelfall vom Tauerntal aus über den Wittener Weg (AV-Wanderweg 138). Die Gehzeit von Mallnitz aus beträgt etwa 3½ bis 4 Stunden. Der Weg ist relativ steil; auf ca. 4,5 km Länge wird eine Höhe von gut 1100 m überwunden. 
Alternativ führt der Mindener Jubiläumsweg (AV-Wanderweg 137) ebenfalls aus dem Tauerntal ab der auf etwa 1300 m gelegenen Stockerhütte (Haltestelle des Wanderbusses) zur Hindenburghöhe, wobei auf diesem Weg vor dem Erreichen der Hindenburghöhe die Liesgelespitz überschritten werden muss.
Von der unbewirtschafteten Mindener Hütte am Tauernhöhenweg ist die Hindenburghöhe in einer halben Stunde Gehzeit zu erreichen.

## Belege
1. ↑  Glantschnig 2011, S. 86
2. ↑  Heidi Rogy: Tourismus in Kärnten - Von der Bildungsreise zum Massentourismus. Klagenfurt 2002, S. 231.
3. ↑  Leopold Lackner: Mallnitz. In: 50 Jahre Alpenvereinssektion Hannover. Hannover 1935, S. 38 f.
4. ↑  Topografische Karte des Bundesamtes für Eich- und Vermessungswesen (BEV)